# L'utilitarisme
L'utilitarisme és una obra de John Stuart Mill on realitza una exposició i defensa clàssica de l'utilitarisme en ètica. L'assaig va aparèixer per primera vegada com una sèrie de tres articles publicats a Fraser's Magazine el 1861 i es van aplegar com un llibre únic el 1863. L'objectiu de Mill és explicar què és l'utilitarisme, mostrar per què és la millor teoria ètica i defensar-la contra una àmplia gamma d'objeccions i malentesos. L'utilitarisme fa un gran esforç per a popularitzar l'ètica utilitarista i ha estat considerat «l'articulació filosòfica més influent d'una moral humanista liberal que es va produir al segle XIX».

## Resum de l'obra
Mill va prendre molts elements de la seva versió de l'utilitarisme de Jeremy Bentham, el gran reformador legal del segle xix, que juntament amb William Paley van ser els dos utilitaristes anglesos més influents abans de Mill. Igual que Bentham, Mill creia que la felicitat (o plaer, que tant Bentham com Mill equiparaven a la felicitat) era l'únic que els éssers humans han de fer i que han de desitjar per si mateixos. Atès que la felicitat és l'únic bé intrínsec i que és preferible més felicitat que menys, l'objectiu de la vida ètica és maximitzar la felicitat. Això és el que Bentham i Mill anomenen «el principi d'utilitat» o «el principi de la felicitat més gran». Tant Bentham com Mill sostenen, doncs, formes d'utilitarisme «clàssiques» o «hedonistes». Els utilitaristes més recents sovint neguen que la felicitat sigui l'únic bé intrínsec, argumentant que s'haurien de considerar una varietat de valors i conseqüències en la presa de decisions ètiques.
Tot i que Mill va estar d'acord amb Bentham sobre molts dels principis fonamentals de l'ètica, també va tenir alguns desacords importants. En particular, Mill va intentar desenvolupar una forma més refinada d'utilitarisme que harmonitzés millor amb la moral ordinària i ressaltés la importància en la vida ètica dels plaers intel·lectuals, el desenvolupament personal, els alts ideals de caràcter i les normes morals convencionals.

### Capítol 1
Al capítol 1, titulat «Consideracions generals», Mill assenyala que hi ha hagut pocs avanços en ètica. Des del començament de la filosofia, les mateixes qüestions s'han debatut una vegada i una altra i els filòsofs continuen en desacord amb els punts de partida bàsics de l'ètica. Mill argumenta que aquestes disputes filosòfiques no han danyat greument la moral popular, en gran part perquè la moral convencional és substancialment, encara que implícitament, utilitarista. Conclou el capítol assenyalant que no intentarà donar una «prova» estricta del principi de la felicitat més gran. Igual que Bentham, Mill creia que els fins finals i els primers principis no es poden demostrar, ja que es troben a la base de tot el que sabem i creiem. Malgrat tot, afirma que «es poden presentar consideracions capaces de determinar l'intel·lecte», que equivalen a alguna cosa pròxima a una prova del principi d'utilitat.

### Capítol 2
En el segon capítol, «Què és l'utilitarisme», Mill formula un principi ètic únic, el principi d'utilitat o principi de la felicitat més gran, del qual diu que es deriven tots els principis ètics utilitaris: «El credo que accepta com a fonament de la utilitat moral o el principi de la felicitat més gran, sosté que les accions són correctes en proporció, ja que tendeixen a promoure la felicitat, o equivocades, ja que tendeixen a produir el contrari de la felicitat. Per felicitat es pretén el plaer i l'absència de dolor; per infelicitat, el dolor i la privació del plaer». Mill dedica la major part del capítol 2 a respondre una sèrie d'objeccions comunes a l'utilitarisme:
- És una doctrina digna només dels porcs (perquè afirma que el plaer és l'única cosa desitjable per si mateix)
- No reconeix que la felicitat no es pot obtenir
- És massa exigent (per afirmar que sempre és el nostre deure crear la major felicitat possible al món)
- Fa que les persones siguin fredes i poc simpàtiques (en centrar-se únicament en les conseqüències de les accions, en lloc de trets com ara els motius i el caràcter, que requereixen una resposta més sensible i empàtica)
- És una ètica sense Déu (en no reconèixer que l'ètica està arrelada a la voluntat de Déu)
- Confon la bondat amb la conveniència
- No reconeix que en prendre decisions ètiques no sol haver-hi temps per calcular les conseqüències futures
- Tempta les persones a desobeir les regles morals ordinàries (convidant-les a ignorar aquestes regles quan semblen entrar en conflicte amb la felicitat general)

En resposta a l'acusació que l’utilitarisme és una doctrina apta només per als porcs, Mill abandona l'opinió de Bentham que els plaers només difereixen en quantitat, no en qualitat. Assenyala que la majoria de les persones que han experimentat plaers físics i intel·lectuals tendeixen a preferir els segons. Afirma que poques persones optarien per canviar el seu lloc amb un animal, un ximple o un ignorant per qualsevol plaer corporal que poguessin adquirir. I atès que «l'única evidència que és possible produir que alguna cosa és desitjable és que la gent realment la desitja» es dedueix que els plaers intel·lectuals (per exemple, els plaers de l'amistat, l'art, la lectura i la conversa) són més alts i un tipus de plaers més desitjables que els plaers corporals, i que la recerca racional de la felicitat a llarg termini requereix el desenvolupament de les facultats superiors.
En resposta a l'objecció que generalment no hi ha prou temps per calcular com un acte determinat pot afectar la felicitat general a llarg termini, Mill esbossa una mena d'enfocament de l'ètica «de dos nivells» que concedeix un lloc important a les regles morals en presa de decisions ètiques. Mill sosté que les regles morals tradicionals com «compliu les vostres promeses» i «digueu la veritat» s'han demostrat amb una llarga experiència útils per a promoure el benestar de la societat. Normalment hauríem de seguir aquests «principis secundaris» sense reflexionar gaire sobre les conseqüències dels nostres actes. Com a regla general, només quan aquests conflictes de principis de segon nivell no són necessaris (o savis) cal apel·lar directament al principi d'utilitat.

### Capítol 3
Al tercer capítol, «Sobre la sensació última del principi d'utilitat», Mill es pregunta quines «sancions» (és a dir, recompenses i càstigs) compleixen l'obligació de promoure la felicitat general. Explora diverses maneres en què les sancions internes i externes (és a dir, els incentius proporcionats pels altres i els sentiments interns de simpatia i consciència) animen les persones a pensar com les seves accions afecten la felicitat dels altres. Mill diu que la sanció definitiva és interna. Els humans som animals socials que naturalment desitgen «estar en comunió amb el proïsme». Preferir els objectius egoistes per sobre del bé comú és contrari a aquest profund impuls natural.

### Capítol 4
Al quart capítol, Mill ofereix la seva famosa prova del principi de la felicitat més gran. El nucli del seu argument és aquest:
1. Tothom desitja la felicitat
2. L'única prova que alguna cosa és desitjable és que la gent realment la desitja
3. Per tant, la felicitat de cada persona és un bé per a aquesta persona
4. Per tant, la felicitat general és un bé per a totes les persones.[11]

Molts crítics han afirmat que aquest argument es basa en una suposició dubtosa sobre com la felicitat individual està relacionada amb la felicitat general. Pot haver-hi moments en què la felicitat general només es pugui promoure «sacrificant» la felicitat de certs individus. En aquests casos, la felicitat general és bona per a aquestes persones? Altres crítics s'han qüestionat si té sentit parlar d'una síntesi de desitjos o si el fet que es desitgi alguna cosa demostra que és desitjable.

### Capítol 5
El cinquè i el capítol més llarg conclou discutint el que Mill considera «l'única dificultat real» de l'ètica utilitarista: si de vegades podria permetre actes d'injustícia flagrant. Els crítics de l'utilitarisme solen afirmar que jutjar les accions únicament en funció dels seus efectes sobre la felicitat general és incompatible amb un fort respecte pels drets individuals i el deure de tractar les persones com es mereixen. Mill valora la força d'aquesta objecció i argumenta:
1. Que els sentiments de justícia s'arrelen tant en un desig natural de represàlia per lesions com en un instint natural de simpatia per aquells que han estat ferits indegudament.
2. Que la justícia té una base utilitarista ja que una injustícia es comet només quan s'han vulnerat els drets d'una persona, i un suposat dret només hauria de ser protegit per la societat quan això afavoreixi la felicitat general.
3. Que les persones discrepen profundament de quins tipus de coses són i no són justes, i l'utilitarisme proporciona l'única base racional per resoldre aquests conflictes.

## Influència
L'utilitarisme de Mill continua essent «la defensa més famosa de la visió utilitarista mai escrita» i encara està àmpliament assignada en cursos d'ètica universitària de tot el món. En gran part a causa de Mill, l'utilitarisme es va convertir ràpidament en la teoria ètica dominant de la filosofia angloamericana. Tot i que alguns teòrics ètics contemporanis no estarien d'acord amb tots els elements de la filosofia moral de Mill, l'utilitarisme continua sent una opció viva en la teoria ètica actual.

## Traducció al català
- Mill, John Stuart. L'utilitarisme. Barcelona: Edicions 62, 2005. ISBN 84-297-5745-7.